# Klaus Toppmöller
Klaus Toppmöller (Rivenich, 12 de agosto de 1951) é um ex-futebolista e treinador alemão.
Toppmöller iniciou sua carreira como treinador no Salmrohr, onde na temporada anterior, tinha se aposentado como jogador. Sua estreia na nova função no Salmrohr durou apenas uma temporada, quando acabou se transferindo para o Ulm 1846, onde acabou ficando poucos meses, até ser demitido. Tentou se aventurar na extinta Alemanha Oriental, mas acabou ficando apenas sete meses.
Retornou à Alemanha Ocidental para comandar o Waldhof Mannheim, onde passou a ter mais destaque na nova função. Tanto foi seu sucesso, que acabou recebendo uma oportunidade para treinar o tradicional Eintracht Frankfurt. Com um ótimo início, acabou ganhando mais prestígio, mas após sucessivas falhas e péssimos resultados, acabou sendo demitido.
Tendo ficado durante alguns meses parado, acabou aceitando uma proposta do Bochum, onde faria mais sucesso no comando de um clube até então. Toppmöller conseguiu durante suas cinco temporadas no clube, classificá-lo para a Copa da UEFA. Deixou o cargo no Bochum em meados de 1999, assumindo o comando do Saarbrücken, mas não tendo grande sucesso, sendo demitido no final do ano seguinte.
No ano seguinte, mesmo quase oito meses parado desde sua saída do Saarbrücken, foi contrato pelo Bayer Leverkusen. Com um elenco estrelado, contando com nomes, como os croatas Boris Živković e Jurica Vranješ, o brasileiro Lúcio, o argentino Diego Placente, o turco Yıldıray Baştürk, e os alemães Hans-Jörg Butt, Carsten Ramelow, Bernd Schneider, Michael Ballack, Oliver Neuville e Ulf Kirsten, que estariam presentes na campanha do vice-campeonato na Copa daquele ano, com exceção de Kirsten, foi finalista em todos torneios que disputou.
A primeira derrota aconteceu na Copa da Alemanha, quando perdeu o título para o Schalke 04. O segundo aconteceu no Campeonato Alemão, quando liderando a três rodadas do fim com cinco pontos de vantagem, acabou sendo revertida pelo campeão Borussia Dortmund, que terminou com um ponto a mais. O terceiro veio, na Liga dos Campeões da UEFA. Mesmo sendo uma grande surpresa na final, acabou ficando com o vice pela terceira vez na temporada, perdendo para o Real Madrid.
Apesar dos fracassos em finais naquela temporada, acabou sendo eleito o melhor treinador da temporada e continuou no comando do Bayer. Porém, na temporada seguinte, com fracos resultados, acabou sendo demitido. Após isso, assumiu o Hamburgo, mas também não teve sucesso, sendo muito criticado por suas formas estranhas de escalar a equipe, usando jogadores fora de posições, além de suas estranhas táticas. Após ser demitido do Hamburgo também, ficou durante quase dois anos parado, quando aceitou o convite para treinar a Geórgia, mas acabou sendo demitido no início de 2008.